# Diego Stramaccioni
Diego Stramaccioni (Asís, Italia, 2 de enero de 2001) es un futbolista italiano que juega como defensa en la Juventus Next Gen de la Serie C.

## Trayectoria
Es un canterano del A. C. Perugia Calcio. Jugó 20 partidos de liga con el Cannara de la Serie D en la temporada 2019-20. En el verano de 2020 se trasladó al Vis Pesaro 1898. Debutó en la Serie C el 26 de septiembre en un empate 2-2 contra el F. C. Legnago Salus.
El 2 de octubre de 2020 fue fichado por la Juventus de Turín que lo cedió al Vis Pesaro 1898. Disputó 30 partidos y marcó un gol con el Vis Pesaro 1898 durante la temporada 2020-21. En el verano de 2021 regresó a la Juventus y debutó extraoficialmente con ella en un amistoso de pretemporada el 24 de julio, siendo suplente en el minuto 74 en la victoria por 3-1 contra el Cesena F. C. El 12 de septiembre debutó con la Juventus Next Gen en una derrota por 1-0 contra el Aurora Pro Patria 1919. El 1 de marzo de 2022 fue convocado por primera vez por el primer equipo para un partido de Copa Italia contra la ACF Fiorentina.

## Estadísticas

### Clubes
Actualizado al último partido disputado el 25 de febrero de 2024.
| Club                       | Div.          | Temporada     | Liga  | Liga  | Copas nacionales | Copas nacionales | Copas internacionales | Copas internacionales | Total | Total |
| Club                       | Div.          | Temporada     | Part. | Goles | Part.            | Goles            | Part.                 | Goles                 | Part. | Goles |
| -------------------------- | ------------- | ------------- | ----- | ----- | ---------------- | ---------------- | --------------------- | --------------------- | ----- | ----- |
| Cannara · Italia           | 4.ª           | 2019-20       | 19    | 0     | 1                | 0                | —                     | —                     | 20    | 0     |
| Cannara · Italia           | Total club    | Total club    | 19    | 0     | 1                | 0                | 0                     | 0                     | 20    | 0     |
| Vis Pesaro 1898 · Italia   | 3.ª           | 2020-21       | 30    | 1     | 0                | 0                | —                     | —                     | 30    | 1     |
| Vis Pesaro 1898 · Italia   | Total club    | Total club    | 30    | 1     | 0                | 0                | 0                     | 0                     | 30    | 1     |
| Juventus Next Gen · Italia | 3.ª           | 2021-22       | 20    | 0     | 1                | 0                | —                     | —                     | 21    | 0     |
| Juventus Next Gen · Italia | 3.ª           | 2022-23       | 14    | 0     | 2                | 0                | —                     | —                     | 16    | 0     |
| Juventus Next Gen · Italia | 3.ª           | 2023-24       | 7     | 0     | 1                | 0                | —                     | —                     | 8     | 0     |
| Juventus Next Gen · Italia | Total club    | Total club    | 41    | 0     | 4                | 0                | 0                     | 0                     | 45    | 0     |
| Total carrera              | Total carrera | Total carrera | 90    | 1     | 5                | 0                | 0                     | 0                     | 95    | 1     |